# Akihiro Hayashi
Akihiro Hayashi (født 7. maj 1987) er en japansk fodboldspiller.
Han har spillet for flere forskellige klubber i sin karriere, herunder Shimizu S-Pulse, Sagan Tosu og FC Tokyo.